# Armando França
Armando França (ur. 22 października 1949 w Ovarze) – portugalski polityk, parlamentarzysta, prawnik, w latach 2007–2009 eurodeputowany VI kadencji.

## Życiorys
Ukończył studia prawnicze na Uniwersytecie w Coimbrze. Na tej uczelni odbył też studia podyplomowe z zakresu komunikacji i prawa administracyjnego. Był nauczycielem w szkole średniej, wykładowcą w Wyższym Instytucie Nauk Informacyjnych i Administracji w Aveiro i na Uniwersytecie Lusíada.
Przystąpił do Partii Socjalistycznej, w 1996 wszedł w skład komitetu krajowego tego ugrupowania. Zasiadał w radzie miejskiej w Ovarze (od 1994 do 2005 przez trzy kadencje jako jej przewodniczący). Był też deputowanym do Zgromadzenia Republiki X kadencji.
W październiku 2007 objął mandat posła do Parlamentu Europejskiego z ramienia PS. Był członkiem grupy socjalistycznej, pracował m.in. w Komisji Wolności Obywatelskich, Sprawiedliwości i Spraw Wewnętrznych. W PE zasiadał do lipca 2009.